# The Last Time (chanson de Taylor Swift)
Pour les articles homonymes, voir The Last Time et The Last Time (film).
Singles de Taylor Swift et Gary Lightbody
Everything Has Changed
(2013) Shake It Off
(2014)
The Last Time est une chanson de l'auteure-compositrice-interprète américaine Taylor Swift avec le chanteur nord-irlandais Gary Lightbody. Tiré du quatrième album studio de Swift, Red (2012), elle écrit le morceau avec Lightbody et le producteur Jacknife Lee. Une ballade sentimentale, les personnages de Swift et Lightbody racontent leurs points de vue sur une relation ratée, déchirée entre le chagrin et le pardon. La production combine rock alternatif et folk sur des instruments à cordes dramatiques et un fond orchestral dans le refrain. The Last Time sort au Royaume-Uni le 4 novembre 2013, en tant que single de Red.
Les critiques louent The Last Time pour sa production et la performance de Lightbody, mais certains estiment que les voix de Lightbody et de Swift ne se complètent pas. Rétrospectivement, ils la considèrent comme l'une des chansons les plus faibles de Swift dans sa discographie. Commercialement, la chanson atteint le top 30 des classements singles en Irlande, en Écosse et au Royaume-Uni. Une version réenregistrée, The Last Time (Taylor's Version), est incluse sur l'album réenregistré de Swift Red (Taylor's Version), sorti le 12 novembre 2021.

## Contexte et version
Taylor Swift sort son troisième album studio, Speak Now, en octobre 2010. Elle écrit l'album elle-même et le coproduit avec Nathan Chapman,. Speak Now est similaire à l'album précédent de Swift, Fearless (2008), dans son style de production country pop,. Sur son quatrième album studio, Red (2012), Swift souhaite expérimenter d'autres styles musicaux. À cette fin, elle contacte différents producteurs au-delà de sa base de Nashville. Swift travaille avec les musiciens Gary Lightbody et Jacknife Lee du groupe irlando-écossais Snow Patrol, admirant leur musique sentimentale « sur la perte ou le désir ». Elle est mise en relation avec Lightbody par leur ami commun, l'auteur-compositeur-interprète anglais Ed Sheeran, alors qu'ils enregistraient un jour en studio. La chanson sur laquelle Swift et Lightbody travaillent ensemble pour Red est The Last Time, qui présente Lightbody au chant et Lee à l'écriture et à la production.
The Last Time sort commercialement dans le cadre de l'album Red, le 22 octobre 2012, par Big Machine Records,. Il sort en single au Royaume-Uni pour la semaine du 4 novembre 2013 chez Mercury Records,. Swift et Lightbody interprètent le morceau en direct lors du concert du Red Tour à Sacramento, en Californie, le 27 août 2013, leur première fois en direct ensemble. La performance est enregistrée par le réalisateur Terry Richardson et diffusée sous forme de clip live le 15 novembre 2013. Le couple interprète de nouveau la chanson lors de la dixième saison de la version britannique de The X Factor le 3 novembre 2013,. Le 16 juin 2023, Swift interprète The Last Time comme "chanson surprise" au stade Acrisure de Pittsburgh, dans le cadre de sa sixième tournée The Eras Tour.

## Composition et paroles
The Last Time est une ballade puissante. Lewis Randy du Los Angeles Times déclare qu'il s'agit d'une chanson rock alternative, suivant le style musical de Snow Patrol. Les critiques du Philippine Inquirer et du Daily Telegraph classent la chanson comme folk, avec une production relativement sombre par rapport aux morceaux optimistes de Red,. Le refrain est accentué par un fond orchestral composé de cordes et de cuivres,. Le morceau se termine par une coda chargée de cordes. Les cordes ont été arrangées et dirigées par Owen Pallett. Le musicologue James E. Perone note que The Last Time utilise la progression des années 50, I–vi–IV–V, qui est associée à de nombreuses chansons pop américaines des années 1950 ; Perone fait valoir que cette qualité donne à The Last Time une sensation intemporelle. Il en outre fait remarquer que les instruments à cordes orchestraux rappellent la musique du groupe Electric Light Orchestra des années 1970 et du début des années 1980.
Les paroles racontent l'histoire d'une relation en ruine, les deux narrateurs détaillant un cercle vicieux de chagrin et de pardon. Swift déclare qu'elle a été inspirée pour écrire The Last Time par une relation avec un ex-amant peu fiable : « On ne sait jamais quand il va partir, on ne sait jamais quand il va revenir, mais il revient toujours ». Elle imagine un scénario dans lequel devant une porte se trouve un petit ami à genoux sur le sol, avec la petite amie attendant à l'intérieur de la pièce, déchirée entre lui permettre de revenir ou non, après avoir eu le cœur brisé à plusieurs reprises. La chanson présente à la fois Lightbody et Swift au chant principal ; Lightbody chante le point de vue de son personnage sur la relation ratée dans le premier couplet, suivi de la présentation par Swift de son personnage dans le second. Swift rappelle : « C'est une émotion vraiment fragile à laquelle vous faites face lorsque vous voulez aimer quelqu'un, mais vous ne savez pas si c'est intelligent de le faire ».

## Réception critique

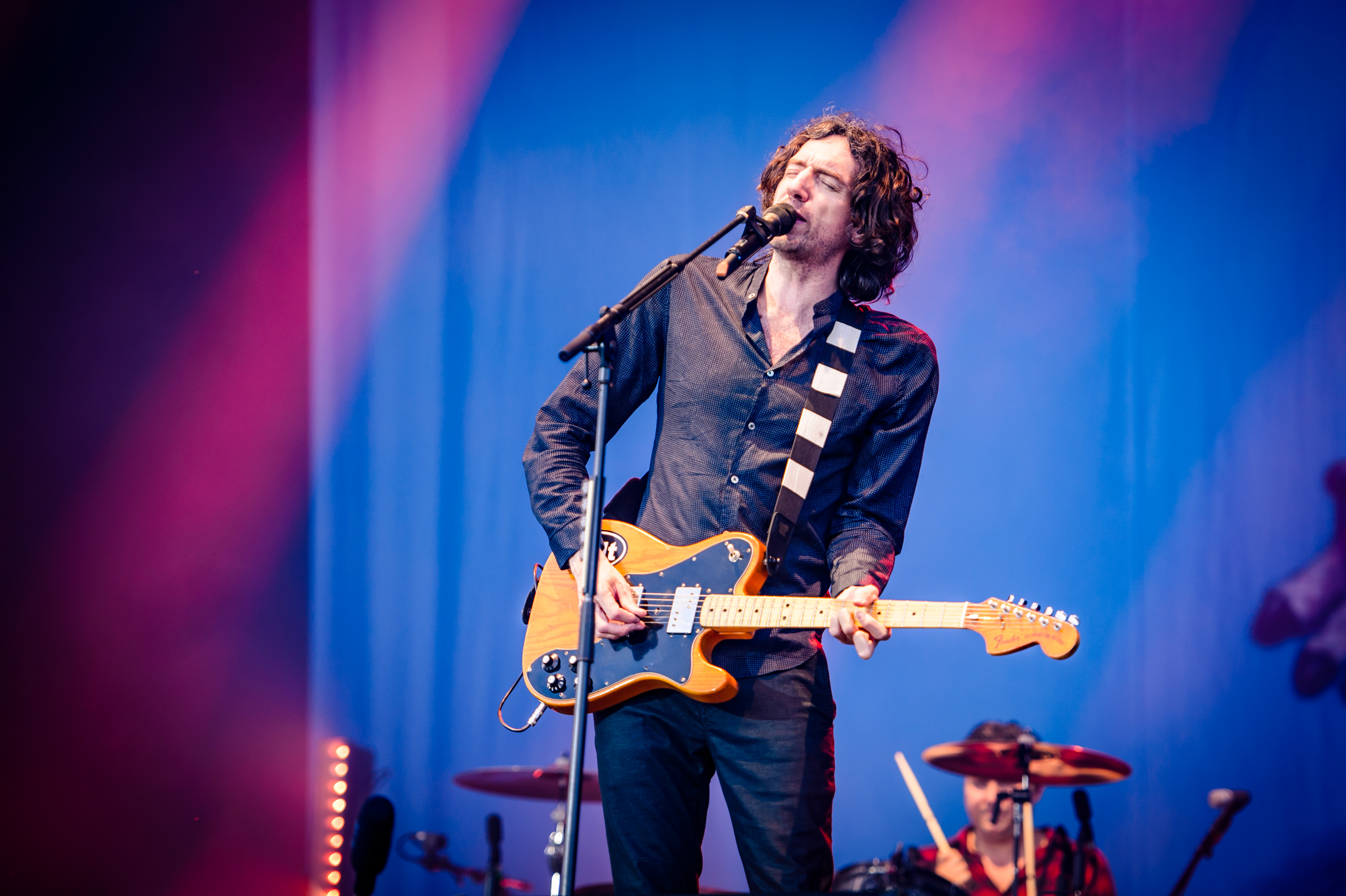
Certains critiques louent la voix et la performance de Gary Lightbody sur The Last Time.

Dans les critiques d'album de Red, certains critiques sélectionnent The Last Time comme point culminant de l'album. Joseph Atilano de The Philippine Inquirer le considère comme le morceau d'album le plus mature car il « prouve que [Swift] est prête pour le royaume de la pop adulte », ce qui lui confère une crédibilité artistique. Allison Stewart du Washington Post le salue également comme un album remarquable, estimant que la contribution créative de Lightbody aide Swift à développer en conséquence son talent artistique en expérimentant des styles au-delà de la country-pop. Partageant le même sentiment, James Lachno du Daily Telegraph félicite la production et le chant : « [La chanson] explore une face cachée du talent de [Swift] ». Les critiques de Mesfin Fekadu de l'Associated Press et de Michelle Prosser de Times Record News considèrent The Last Time comme un moment fort de l'album, notamment grâce à la performance de Lightbody. Randall Roberts du Los Angeles Times salue le morceau comme « bien conçu » et le refrain comme « instantanément humable ».
D'autres critiques sont moins élogieux, contestant la performance vocale du duo. Billy Dukes de Taste of Country est plus critique à l'égard de la chanson, car il sent que Lightbody domine le morceau et Swift « reste sur la banquette arrière » ; il a qualifié The Last Time de « seul pur skip » sur Red. Perone commente que la voix de Lightbody correspond mieux à la chanson que celle de Swift, qui joue avec « un sentiment d'urgence dans son chant ». Dans une critique négative, James Reed du Boston Globe critique le chant du duo : « son chant morose semble morne à côté de sa voix mince et sans fioritures ». Tony Clayton-Lea, écrivant pour The Irish Times, considère le morceau et Everything Has Changed avec Ed Sheeran, l'autre effort de collaboration sur Red, comme les « tentatives désespérées » de Swift d'atteindre de nouveaux publics.
Les classements rétrospectifs considèrent The Last Time comme l'une des chansons les plus faibles de Swift dans sa discographie. Rob Sheffield de Rolling Stone, dans un classement en 2021 du catalogue des 237 chansons de Swift, classe le morceau au numéro 228 ; il commente que les voix de Swift et Lightbody ne se complètent pas. Dans un autre classement 2021 des 207 chansons de Swift, Nate Jones de Vulture la place au numéro 186 et fait remarquer que c'est la pire chanson de Red, critiquant la production « qu'il faut traverser pour arriver au bout ». Billboard la place au dernier rang d'un classement de tous les singles en featuring de Swift, le jugeant oubliable. Alexis Petridis dans The Guardian est plus positif, plaçant The Last Time 29e des 44 singles de Swift sortis dans un classement en 2019 ; tout en disant que ce n'est pas une mauvaise chanson, Petridis commente que ce n'est pas l'un des singles les plus mémorables de Swift.

## Performances commerciales
À la sortie de Red, The Last Time atteint la troisième place du classement Bubbling Under Hot 100 Singles daté du 10 novembre 2012. Au cours de la même période, la chanson se classe à la 73e place du Canadian Hot 100. Au Royaume-Uni, The Last Time fait ses débuts et atteint la 25e place du UK Singles Chart pour la semaine du 10 novembre 2013. Le morceau figure dans le top 20 des charts singles en Irlande et en Écosse.

## Personnel
Adapté des notes d'accompagnement de Red.

### Production
- Taylor Swift – chanteuse principale, auteure
- Gary Lightbody – chanteur, auteur
- Jacknife Lee – producteur, auteur, guitare
- Mark Stent – mixeur
- Matty Green – assistant mixeur
- Chris Owens – assistant ingénieur
- Matt Bishop – ingénieur, éditeur
- Sam Bell – ingénieur
- Hank Williams – mastering

### Musiciens
- Owen Pallett – conducteur
- Bill Rieflin – batterie
- Marcia Dickstei – harpe
- Jamie Muhoberac – piano
- Jeff Takiguchi – basse
- Simeon Pillich – basse
- John Krovoza – violoncelle
- Peggy Baldwin – violoncelle
- Richard Dodd – violoncelle
- Brett Banducci – alto
- Lauren Chipman – alto
- Rodney Wirtz – alto
- Amy Wickman – violon
- Daphne Chen – violon
- Eric Gorfain – violon
- Gina Kronstadt – violon
- Marisa Kuney – violon
- Neli Nikolaeva – violon
- Radu Pieptea – violon
- Wes Precourt – violon

## Classements
| Classement (2012–2013)                 | Meilleure position |
| -------------------------------------- | ------------------ |
| Belgique (Flandre Ultratop 50 Singles) | 14                 |
| Canada (Hot 100)                       | 73                 |
| Irlande (IRMA)                         | 15                 |
| Écosse (OCC)                           | 20                 |
| Royaume-Uni (UK Singles Chart)         | 25                 |
| États-Unis (Bubbling Under Hot 100)    | 3                  |

## The Last Time (Taylor's Version)
À la suite d'un différend avec Big Machine concernant les droits sur les enregistrements principaux des six premiers albums studio de Swift, elle réenregistré l'intégralité de l'album Red et le sort sous le nom de Red (Taylor's Version) sous Republic Records le 11 novembre 2021 ; le réenregistrement de The Last Time est intitulé The Last Time (Taylor's Version). Lightbody et Lee reviennent tous deux sur le réenregistrement en tant que chanteur invité et producteur, respectivement. Le réenregistrement culmine à la 53e place du Canadian Hot 100 et à la 66e place du Billboard Hot 100 américain. Au Billboard Global 200, il culmine à la 61e place. Dans une critique de Red (Taylor's Version) pour USA Today, Melissa Ruggieri trouve que The Last Time est l'une des plus belles chansons de l'album, louant sa « beauté feutrée ».

### Personnel
Adapté des notes de la pochette de l'album Red (Taylor's Version).
- Taylor Swift – chant principal, auteure-compositrice
- Gary Lightbody – chant principal, auteur-compositeur, guitare
- Jacknife Lee – producteur, auteur-compositeur, ingénieur du son, programmation, basse, clavier, piano, guitare
- Matt Bishop – ingénieur du son, monteur, batterie
- Christophe Rowe – ingénieur vocal
- John Hanes – ingénieur du son
- Bryce Bordone – assistant mixeur
- Serban Ghenea – mixeur
- Davide Rossi – violoncelle, alto, violon, arrangeur de cordes
- Owen Palett – arrangeur de cordes

### Classements
| Classement (2021)                | Meilleure position |
| -------------------------------- | ------------------ |
| Canada (Canadian Hot 100)        | 53                 |
| Royaume-Uni (UK Streaming Chart) | 91                 |
| États-Unis (Hot 100)             | 66                 |

### Source
- (en) James E. Perone, The Words and Music of Taylor Swift, ABC-Clio, coll. « The Praeger Singer-Songwriter Collection », 2017 (ISBN 978-1440852947).